# Megarhyssa babaulti
Megarhyssa babaulti är en stekelart som beskrevs av André Seyrig 1937. Megarhyssa babaulti ingår i släktet Megarhyssa och familjen brokparasitsteklar. Inga underarter finns listade i Catalogue of Life.